# 1850
1850 (MDCCCL) var ett normalår som började en tisdag i den gregorianska kalendern och ett normalår som började en söndag i den julianska kalendern.

## Händelser

### Januari
- 29 januari
  - Henry Clay introducerar 1850 års kompromiss till USA:s kongress.
  - Sveriges genom tiderna värsta snöstorm rasar under den så kallade "yrväderstisdagen" eller "urvädersnatten".

### Mars
- 7 mars – Amerikanske senatorn Daniel Webster håller sitt "7 mars-tal" där han stöder 1850 års kompromiss för att förhindra inbördeskrig i USA.
- 16 mars – Nathaniel Hawthorne's The Scarlet Letter publiceras.
- 19 mars – American Express bildas av Henry Wells och William Fargo.

### April
- 4 april – Los Angeles i Kalifornien, USA inkorporeras.
- 15 april – San Francisco i Kalifornien, USA inkorporeras.
- 19 april – Clayton–Bulwer-fördraget skrivs på av USA och Storbritannien, där de enas att inte göra helt egna anspråk på den föreslagna Nicaraguakanalen.

### Maj
- 23 maj – USS Advance avgår från New York i sökandet efter John Franklins Arktisexpedition.

### Juni
- 1 juni – Österrike börjar utge frimärken.
- 3 juni – Kansas City, Missouri inkorporeras av Jackson County, Missouri som "Town of Kansas".
- 18 juni – Det andra liberala reformmötet i Örebro öppnas.
- 19 juni – Sveriges kronprins Karl (XV) gifter sig med Lovisa av Nederländerna.[1]

### Juli
- Juli – Under Taipingupproret i Kina ger Hong Xiuquan order om allmän mobilisering av rebellstyrkorna.
- 2 juli – Efter nästan ett år av vapenvila och förhandlingar i schleswig-holsteinska kriget sluts fredsavtal i Berlin mellan Danmark och Preussen.
- 9 juli – USA:s vicepresident Millard Fillmore blir USA:s 13:e president efter president Zachary Taylors död.
- 24 juli – Strider utbryter åter i schleswig-holsteinska kriget, bara 22 dagar efter fredsavtalet, denna gång dock enbart mellan danskarna och den inhemska (tyska) Schleswig-Holsteinska armén.
- 30 juli – Morgontidningen Hallandsposten grundas i Sverige.[2]

### September
- 9 september

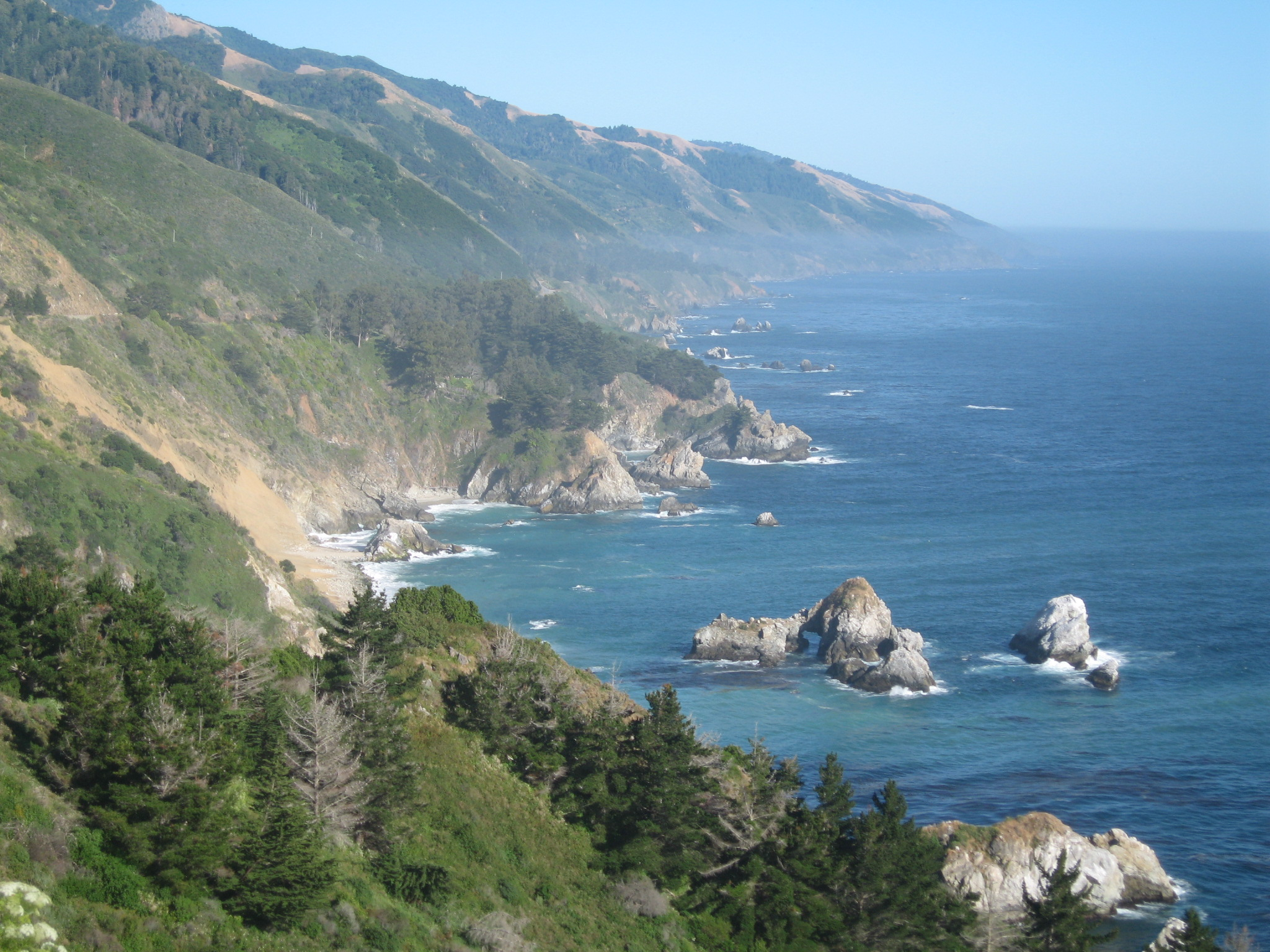
Kalifornien.

  - Kalifornien blir den 31:a delstaten att ingå i den amerikanska unionen.[3]
  - New Mexico-territoriet skapas i USA av kongressen.
- 13 september – För första gången bestigs Piz Bernina, den högsta toppen i östra Alperna.
- 18 september – Fugitive Slave Law antas av USA:s kongress.
- 29 september – Romersk-katolska hierarkin återskapas i England och Wales av påve Pius IX.

### Oktober
- 1 oktober – University of Sydney invigs.
- 12 oktober – Hospitalet i Uppsala, Sverige eldhärjas.[4]
- 19 oktober – Phi Kappa Sigma International Fraternity skapas vid University of Pennsylvania.
- 28 oktober – Delegaten Edward Ralph May håller ett tal till försvar för afroamerikanernas rösträtt till Indianas konstitutionskonventet.

### November
- November – I Taipingupprorets Kina inträffar de första sammandrabbningarna mellan kejsarens milis och "himmelska armén".
- 29 november – Fördraget i Olmütz skrivs på Olomouc och innebär att Preussen diplomatiskt kapitulerar till Österrike, som övertar ledarskapet i Tyska förbundet.

### December
- 16 december – De första bosättarna till Christchurch anländer i hamnen i Lyttelton, Nya Zeeland.

### Okänt datum
- Ett förslag till lösandet av den svenska representationsfrågan förkastas av Sveriges riksdag.
- Sveriges första konsumentförening bildas i Örsundsbro i Uppland.
- I Malmö undertecknas, under Oscar I:s medling, ett avtal mellan Danmark och Preussen om Schleswig.
- Stockholm får sina första riktiga poliser, när det gamla föråldrade och illa fungerande ordningsväsendet omorganiseras till en riktig poliskår.
- Den sista prinsen av det kurdiska riket Baban, Abdollah Pasha, lämnar huvudstaden Sulaymaniyya efter att ha besegrats av Osmanska riket och upplöser därmed furstendömet som grundades år 1649.

## Födda

### Första kvartalet

#### Januari
- 6 januari – Xaver Scharwenka, polsk–tysk pianist och kompositör. (död 1924)
- 14 januari – Aleksej Aleksandrovitj av Ryssland, rysk storfurste och sjömilitär. (död 1908)
- 15 januari
  - Mihai Eminescu, rumänsk senromantisk poet. (död 1889)
  - Nils Personne, svensk teaterregissör och skådespelare. (död 1928)
- 18 januari – Seth Low, amerikansk politiker. (död 1916)
- 27 januari
  - John Collier, brittisk målare. (död 1934)
  - Edward Smith, brittisk sjökapten. (död 1912)

#### Februari
- 15 februari – Albert B. Cummins, amerikansk republikansk politiker, senator 1908–1926. (död 1926)

#### Mars
- 3 mars – Martin N. Johnson, amerikansk republikansk politiker, senator 1909. (död 1909)
- 6 mars – Victoria Benedictsson, svensk författare under pseudonymen Ernst Ahlgren. (död 1888)
- 8 mars – Sebastian Gripenberg, finländsk arkitekt, senator och bankdirektör. (död 1925)
- 13 mars – James Browning, amerikansk demokratisk politiker. (död 1921)
- 26 mars – Amalia Riégo, spansk operasångare. (död 1926)

### Andra kvartalet

#### April
- 11 april – Isidor Rayner, amerikansk demokratisk politiker, senator 1905–1912. (död 1912)
- 17 april – Algot Lange, svensk operasångare (basbaryton) och sångpedagog. (död 1904)
- 23 april – William R. Ellis, amerikansk politiker, kongressledamot 1893–1899 och 1907–1911. (död 1915)

#### Maj
- 3 maj – Johnny Ringo, amerikansk revolverman. (död 1882)
- 14 maj – Alva Adams, amerikansk demokratisk politiker, guvernör i Colorado 1887–1889, 1897–1899 och 1905. (död 1922)
- 15 maj – Andrew H. Burke, amerikansk republikansk politiker, guvernör i North Dakota 1891–1893. (död 1918)

#### Juni
- 1 juni – Sami Frashëri, albansk författare. (död 1904)
- 2 juni – Friedrich August von Kaulbach, tysk målare. (död 1920)
- 5 juni – Pat Garrett, amerikansk sheriff. (död 1908)
- 6 juni – Ferdinand Braun, tysk fysiker, nobelpristagare. (död 1918)
- 15 juni – Ernst Schweninger, tysk läkare. (död 1924)
- 18 juni – Richard Heuberger, österrikisk kompositör och musikskriftställare. (död 1914)
- 19 juni – August Fournier, österrikisk historiker. (död 1920)
- 22 juni – Ignác Goldziher, ungersk orientalist. (död 1921)
- 24 juni – Herbert Kitchener, 1:e earl Kitchener, brittisk militär. (död 1916)
- 27 juni – Lafcadio Hearn, irländsk-japansk författare och japanolog. (död 1904)
- 29 juni – Jacob Adolf Hägg, svensk kompositör. (död 1928)

### Tredje kvartalet

#### Juli
- 7 juli – William E. Mason, amerikansk republikansk politiker. (död 1921)
- 8 juli – Charles Rockwell Lanman, amerikansk indolog. (död 1941)
- 12 juli – Newell Sanders, amerikansk affärsman och republikansk politiker, senator 1912–1913. (död 1939)
- 31 juli – Robert Love Taylor, amerikansk demokratisk politiker. (död 1912)

#### Augusti
- 5 augusti – Guy de Maupassant, fransk författare. (död 1893)
- 7 augusti – John L. Wilson, amerikansk republikansk politiker och publicist. (död 1912)
- 25 augusti – James E. Martine, amerikansk demokratisk politiker, senator 1911–1917. (död 1925)

#### September
- 2 september – Woldemar Voigt, tysk fysiker. (död 1919)
- 4 september – Luigi Cadorna, italiensk militär. (död 1928)
- 6 september
  - Léon-Adolphe Amette, fransk kardinal, ärkebiskop av Paris. (död 1920)
  - William Allen Sturge, brittisk läkare. (död 1919)
- 7 september – Axel Jäderin, svensk tidningsman, politiker och chefredaktör. (död 1925)
- 27 september – William L. Terry, amerikansk demokratisk politiker. (död 1917)
- 26 september – Emma Forsayth, samoansk legendar, känd som "drottning Emma". (död 1913)

### Fjärde kvartalet

#### Oktober
- 1 oktober – David R. Francis, amerikansk demokratisk politiker och diplomat. (död 1927)
- 8 oktober – Henry Le Chatelier, fransk ingenjör, kemist och metallurg. (död 1936)
- 18 oktober – Francis Thomé, fransk kompositör. (död 1909)
- 19 oktober – Annie Peck, amerikansk bergsbestigare och författare. (död 1935)
- 22 oktober – Heinrich von Zügel, tysk målare. (död 1941)
- 30 oktober – John Patton, amerikansk republikansk politiker, senator 1894–1895. (död 1907)

#### November
- 3 november – William E. English, amerikansk politiker, kongressledamot 1884–1885. (död 1926)
- 9 november
  - Joseph Shield Nicholson, brittisk nationalekonom. (död 1927)
  - Ignacio Bolívar, spansk vetenskapsman. (död 1944)
- 12 november – Michail Tjigorin, rysk schackspelare. (död 1908)
- 13 november
  - Georg Busolt, tysk historiker. (död 1920)
  - Robert Louis Stevenson, skotsk författare av bland annat Skattkammarön. (död 1894)
- 15 november – Victor Laloux, fransk arkitekt. (död 1937)
- 20 november – Arthur Goring Thomas, brittisk kompositör. (död 1892)
- 22 november – Georg Dehio, tysk konsthistoriker. (död 1932)
- 27 november
  - Helene von Mülinen, schweizisk kvinnorättsaktivist. (död 1924)
  - Jelena Polenova, rysk konstnär. (död 1898)

#### December
- 4 december
  - Warren Garst, amerikansk republikansk politiker, guvernör i Iowa 1908–1909. (död 1924)
  - Knud Sehested, dansk ämbetsman. (död 1909)
- 9 december – Emma Abbott, amerikansk operasångare. (död 1891)
- 12 december – Martin Frederick Ansel, amerikansk demokratisk politiker, guvernör i South Carolina 1907–1911. (död 1945)
- 13 december – Iver Holter, norsk kompositör. (död 1941)
- 21 december
  - Lluís Domènech i Montaner, katalansk arkitekt. (död 1923)
  - Zdeněk Fibich, tjeckisk kompositör. (död 1900)
- 22 december – Victoriano Huerta, mexikansk militär och politiker. (död 1916)
- 25 december – Wilhelm Viëtor, tysk filolog. (död 1918)

## Avlidna

### Första kvartalet

#### Januari
- 20 januari – Adam Oehlenschläger, 70, dansk skald och dramatiker.
- 22 januari – Vincenzo Pallotti, 54, italiensk romersk-katolsk präst och ordensgrundare, helgon.
- 27 januari
  - Otto Wilhelm Klinckowström, 71, svensk-finländsk friherre, militär och hovman.
  - Johann Gottfried Schadow, 85, tysk skulptör och grafiker.

#### Februari
- 25 februari – Daoguang-kejsaren, 67, kinesisk kejsare.

#### Mars
- 27 mars – Wilhelm Beer, 53, tysk astronom.
- 31 mars – John C. Calhoun, 68, amerikansk politiker, vicepresident 1825–1832.

### Andra kvartalet

#### April
- 16 april – Marie Tussaud, 88, fransk vaxskulptör.
- 23 april – William Wordsworth, 80, brittisk poet.

#### Maj
- 9 maj – Joseph Louis Gay-Lussac, 71, fransk fysiker och kemist.
- 13 maj – Erik Jansson, 41, självlärd predikant, sektstiftare och grundare av kolonin Bishop Hill i Illinois.
- 16 maj – William Hendricks, 67, amerikansk politiker.
- 29 maj – Franklin H. Elmore, 50, amerikansk bankman och politiker.

#### Juni
- 18 juni – Leonard Wilcox, 51, amerikansk demokratisk politiker och jurist, senator 1842–1843.

### Tredje kvartalet

#### Juli
- 4 juli – William Kirby, 90, brittisk entomolog.
- 9 juli – Zachary Taylor, 65, amerikansk militär och politiker, USA:s president sedan 1849.
- 14 juli – Nathaniel Silsbee, 77, amerikansk politiker, senator 1826–1835.

#### Augusti
- 18 augusti – Honoré de Balzac, 51, fransk författare.
- 26 augusti – Ludvig Filip I, 76, kung av Frankrike 1830–1848.

#### September
- 22 september – Johann Heinrich von Thünen, 67, tysk nationalekonom.
- 23 september – José Gervasio Artigas, 86, Uruguays nationalhjälte.

### Fjärde kvartalet

#### Oktober
- 24 oktober – John H. Harmanson, 47, amerikansk demokratisk politiker, kongressledamot sedan 1845.

#### November
- 3 november – Thomas Ford, 49, amerikansk demokratisk politiker och jurist, guvernör i Illinois 1842–1846.
- 6 november – Friedrich Wilhelm von Brandenburg, 58, preussisk militär och statsman.
- 19 november – Richard Mentor Johnson, 70, amerikansk demokratisk politiker, USA:s 9:e vicepresident.

#### December
- 10 december – Józef Bem, 56, polsk general.
- 22 december – William Plumer, 91, amerikansk politiker och predikant.
- 23 december – Samuel Bell, 80, amerikansk politiker och jurist.
- 24 december – Frédéric Bastiat, 49, fransk klassisk liberal författare och politisk ekonomiteoretiker.

### Fotnoter
1. ↑  Det hände i dag
2. ↑  ”30 juli Hallandsposten 30 juli 2010 – Hallandsposten fyller 160 år i dag”. Arkiverad från originalet den 19 oktober 2012. https://web.archive.org/web/20121019123941/http://hallandsposten.se/nyheter/halland/1.908451-hallandsposten-fyller-160-ar-i-dag. Läst 7 mars 2011.
3. ↑  World Statesmen (läst 3 april 2011)
4. ↑  ”Värmlands brandhistoriska klubb”. Arkiverad från originalet den 12 oktober 2011. https://www.webcitation.org/62NB7kO36?url=http://www.brandhistoriska.org/olyckor_se.html. Läst 16 mars 2011.